# The Lord of the Rings: Tactics
The Lord of the Rings: Tactics är ett spel designat för Playstation Portable. Spelet handlar om Sagan om ringen av J.R.R. Tolkien i taktiskt perspektiv och en direkt anpassning av Peter Jacksons filmer om romanen.

## Gameplay
Spelet äger rum på ett rutnätsplan. Spelets karaktärer rör sig på samma gång, istället för att styra varje enhet enskilt. En funktion i spelet kallas för ”Zone of Control”. Det innebär att om spelarens karaktär är bredvid motståndarens ruta på nätet så måste de stanna och slåss mot denne. Genom att använda Zone of Control, i kombination med samtidig förflyttning, kan spelaren besegra en eller flera fiende-enheter. Det finns två sätt att attackera fiende-enheter: Ett sätt är handattacker som kan föras mot en motståndare i kontakt med denne, medan ett annat är missilattack (båge och pil eller annat kastat objekt) som kan föras mot avlägsna mål, med undantag för siktlinje.
Spelaren får så småningom kontrollera en handfull hjältar som efter hand blir mera kraftfulla. Dessa hjältar slår sig ihop med ett antal krigare och soldater som ska slåss mot sina fiender i olika scenarier. Spelaren kan spela antingen som de goda eller de onda.